# Hydroeciodes trasversa
Hydroeciodes trasversa är en fjärilsart som beskrevs av Dyar 1918. Hydroeciodes trasversa ingår i släktet Hydroeciodes och familjen nattflyn. Inga underarter finns listade i Catalogue of Life.